# Lucius Vibius Castus

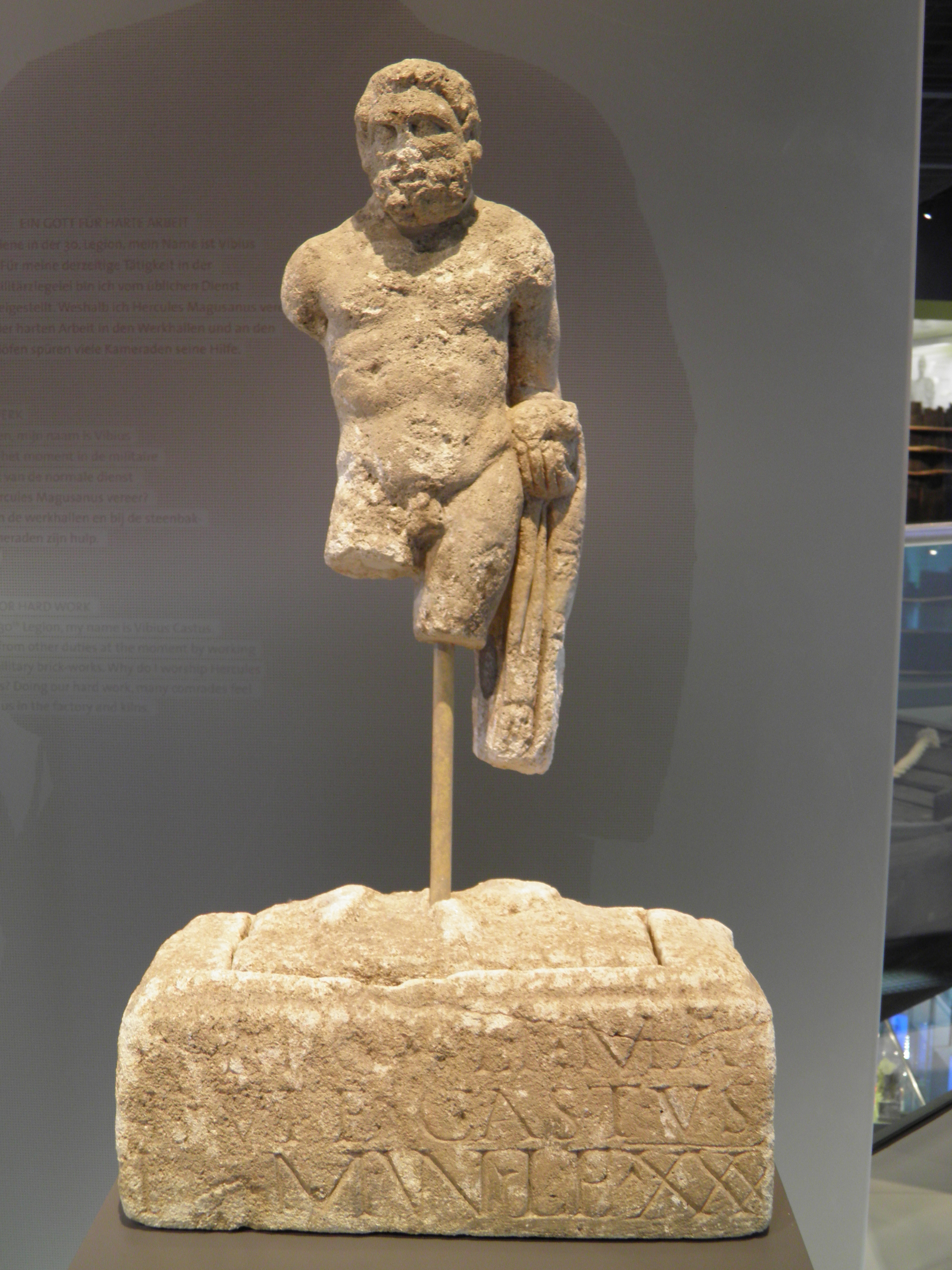
Die Inschrift

Lucius Vibius Castus war ein im 2. oder 3. Jahrhundert n. Chr. lebender Angehöriger der römischen Armee.
Durch eine Inschrift, die in Colonia Ulpia Traiana gefunden wurde, ist belegt, dass Castus Soldat in der Legio XXX war. Als Immunis hatte er vermutlich eine Aufsichtsfunktion in der dortigen Legionsziegelei inne; der Torso des Herkules und der Sockel mit der Inschrift wurden im Schutt eines Ziegelbrennofens gefunden. Castus weihte die Statue dem Gott Hercules Magusanus.
Die Inschrift wird in der Epigraphik-Datenbank Clauss-Slaby in die Zeit zwischen 170 und 230 datiert, bei Marcus Reuter auf Ende des 2. Jhd. bis Anfang des 3. Jhd.